# Xemiakinski
Xemiakinski (en rus: Шемякинский) és un poble (un khútor) de l'óblast de Volgograd, a Rússia, segons el cens del 2010 tenia 154 habitants.